# Eva Mus Gran
Eva Mus Gran (València, 1940) és una pintora valenciana.
Entre 1954 i 1959 va realitzar els seus estudis a l'Escola Superior de Belles arts de Sant Carles de València, rebent així la seva formació artística. Allí va assistir a les classes de Gimeno Baró i Genaro Lahuerta i va forjar amistat amb Rafael Solves i Juan Antonio Toledo, participant en les tertúlies d'art de l'època que van donar lloc a la formació de col·lectius artístics com la coneguda Estampa Popular, la influència de la qual es reflectirà en la seva obra.
El 1955 va viatjar a Itàlia i el 1959 va gaudir d'una beca del Ministeri d'Afers exteriors per ampliar els seus estudis en el Royal College of Art de Londres, romanent allí fins a 1960. En el Royal College of Art coneixerà les principals tendències d'art abstracte i al pintor David Hockney.
Després del seu retorn a Espanya, va realitzar una sèrie d'obres en les quals el dibuix i la figura sobresortien com a característiques fonamentals i en les quals temàtica social cobrava força. El 1965 va contreure matrimoni amb Martí Quinto, un dels artistes membres d'Estampa Popular, i a partir de llavors i fins a 1976 la seva trajectòria artística es va veure interrompuda per múltiples causes.
Durant la dècada dels 70, es comença a notar una ruptura amb el seu treball anterior i opta per un realisme amb aportacions surreals desenvolupant la seva sèrie Entorn de la formació d'una imatge “exemplar” i en obres com a Maniquí (1974) es va centrar transmetre els records de la seva infància, on una nena acompanyada per la càrrega metafísica del passat protagonitza este i la majoria dels seus llenços d'aquesta època, superant així la ideologia, les icones i els mites de la dictadura franquista.
A partir dels anys 80, partint del decorat teatral, realitza un treball més directe i gestual, amb uns materials més fràgils (papers, pigments i cues). Al llarg dels anys 90 s'alternen la figura, de caràcter més intimista, i el paisatge. Els seus retrats intemporals, amb escenaris interiors amb portes i finestres davant els quals situa la figura humana, segueixen presents al llarg de tota la seva trajectòria artística i deixen veure la influència de la cinematografia pel seu enquadrament i tractament. Als seus paisatges es conjuguen gest i realisme i la geografia urbana i rural, de vegades evocada, apareix realitzada amb tonalitats càlides i una paleta summament moderada.

## Exposicions individuals
| Any  | Lloc de les exposicions                      |
| ---- | -------------------------------------------- |
| 1965 | Sala de l'Associació de la Premsa, València. |
| 1976 | Galeria Val i 30, València.                  |
| 1977 | Galeria Sen, Madrid.                         |
| 1980 | Galeria Sen, Madrid.                         |
| 1983 | Galeria Punt, València.                      |
| 1987 | Galeria del Palau, València.                 |
| 1993 | Galeria i Leonarte, València.                |
| 1996 | Galeria i Leonarte, València.                |
| 2001 | Caixa Rural Torrent, València.               |
| 2003 | Casa Capellà Pallarés, Sagunt.               |
| 2007 | Galeria i Leonarte, València.                |
| 2016 | Centre del Carme, València. (Retrospectiva)  |